# Amphigonalia gothica
Amphigonalia gothica är en insektsart som först beskrevs av Victor Antoine Signoret 1854.  Amphigonalia gothica ingår i släktet Amphigonalia och familjen dvärgstritar. Inga underarter finns listade i Catalogue of Life.